# میهای زیچی
میهای زیچی (مجاری: Zichy Mihály; آلمانی: Michael von Zichy؛ زاده ۱۵ اکتبر ۱۸۲۷ – درگذشته ۲۸ فوریهٔ ۱۹۰۶) نقاش، گرافیست و از چهره‌های برجستهٔ نقاشی رمانتیک مجارستان است.

## نگارخانه

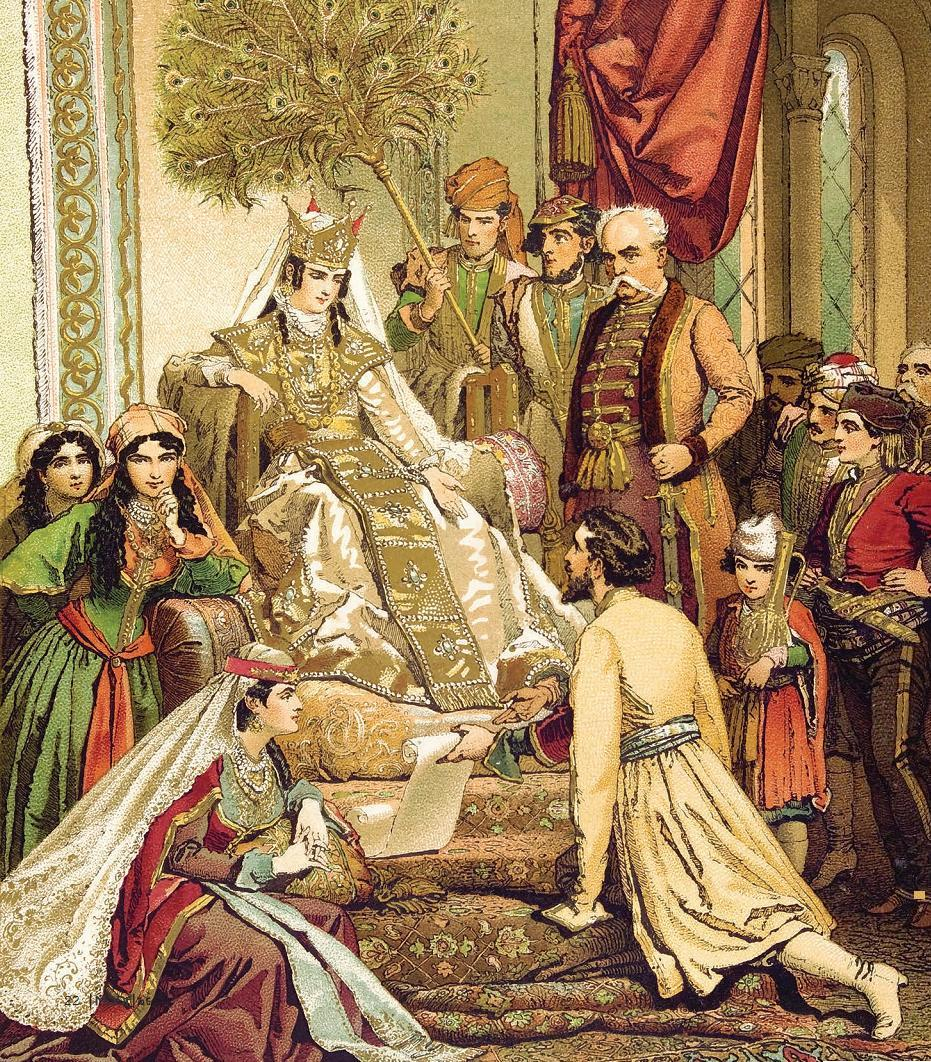
شعرخوانی شوتا روستاولی در حضور ملکه تامار
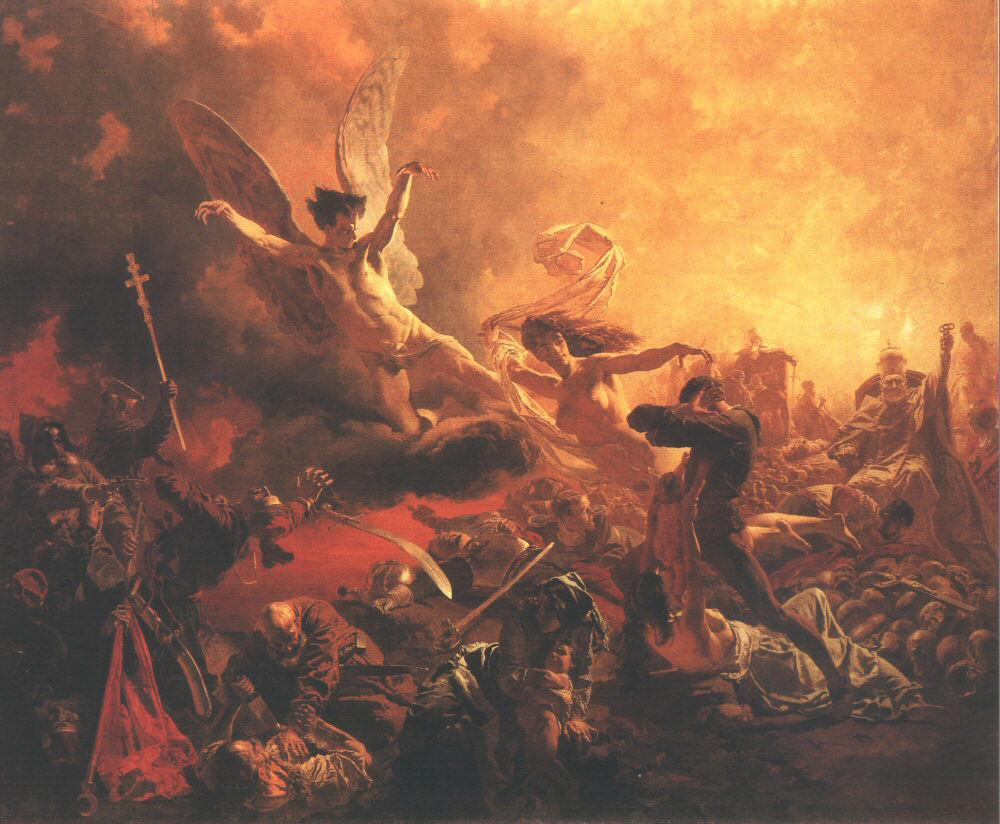
پیروزی الههٔ نابودی
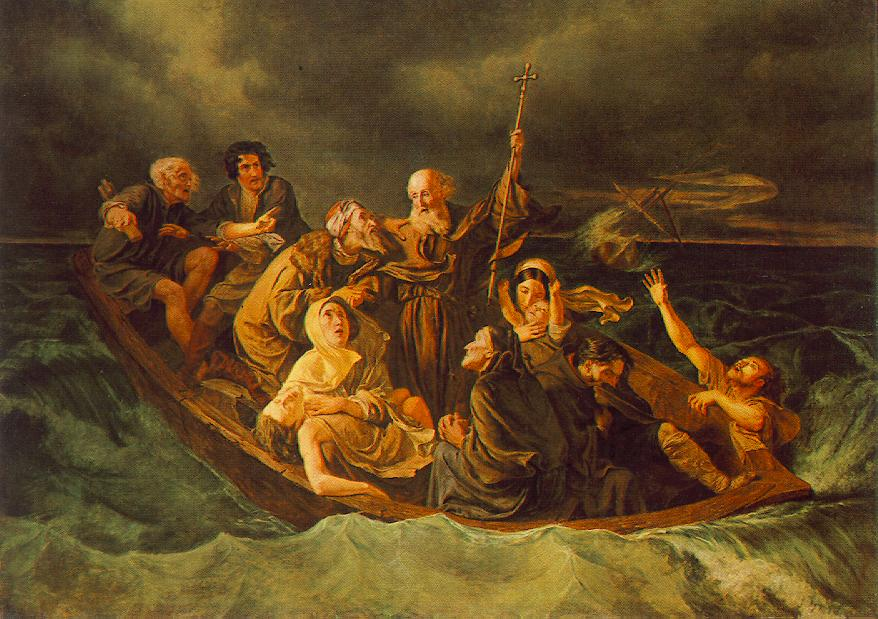
زورق حیات